# Hälltorps gård
Hälltorps gård är en gård belägen i den västra delen av Trollhättan, söder om stadsdelen Torsred. Den ligger i en attraktiv del av staden med närhet till både centrala staden, badplats i Öresjö och promenadstråk utefter Göta älv.